# Підвальний Степан Володимирович
Степа́н Володи́мирович Підва́льний — солдат Збройних сил України, учасник російсько-української війни. Брав участь у боях за Дебальцеве.

## Нагороди
За особисту мужність і героїзм, виявлені у захисті державного суверенітету та територіальної цілісності України, вірність військовій присязі під час російсько-української війни
- нагороджений орденом «За мужність» III ступеня (26.2.2015).